# Molinot de Civit
El Molinot de Civit és una obra del poble de Civit, al municipi de Talavera (Segarra) inclosa a l'Inventari del Patrimoni Arquitectònic de Catalunya.

## Descripció
Molí fariner situat a l'esquerra del riu Ondara, situat als afores del poble de Civit. Actualment se'ns presenta en estat ruïnós i tan sols es conserva un tram de mur i una part de l'estructura del que havia estat el seu cacau. No queda cap rastre de la seva bassa ni del molí.

## Història
El molí fariner segarrenc necessitava una gran bassa per poder emmagatzemar el màxim d'aigua per al seu funcionament. Una de les parts més importants era el cacau, que es construïa a un extrem de la bassa i tenia com a funció regular la pressió de l'aigua en la seva caiguda. Del cacau, l'aigua passava d'un canal a un rodet generalment de fusta i disposat horitzontalment. El moviment giratori del rodet es transmetia a l'eix de fusta, eix que tenia al seu extrem superior la nadilla o hèlix de ferro que anava encaixada a la mola inferior fixada. La pressió de les dues moles convertia el gran en farina.